# Форман, Джордж
Джо́рдж Э́двард Фо́рман (англ. George Edward Foreman; 10 января 1949[…], Маршалл, Техас — 21 марта 2025, Хьюстон, Техас) — американский боксёр-профессионал, выступавший в тяжёлой весовой категории в 1969—1977 и 1987—1997 годах. Олимпийский чемпион 1968 года. Абсолютный чемпион мира в тяжёлой весовой категории (1973—1974). Чемпион мира по версиям WBC (1973—1974), WBA (1973—1974; 1994—1995), IBF (1994—1995). Победил 5 бойцов за титул чемпиона мира в тяжёлом весе.
Обладатель наград «Боксёр года» (1973; 1976) и «Возвращение года» (1994) по версии журнала «Ринг». Четыре раза бои с его участием были признаны боем года по версии журнала «Ринг». WBC признал Формана самым сокрушительным тяжеловесом в истории бокса. Журнал «Ринг» поставил Формана на 9-е место среди 100 лучших панчеров в истории бокса.
В 1994 году в возрасте 45 лет завоевал титулы чемпиона мира по версиям WBA и IBF, став старейшим чемпионом мира в истории бокса (этот рекорд был побит в 2010 году полутяжем Бернардом Хопкинсом, но Форман остался старейшим чемпионом-тяжеловесом).

## Любительская карьера
На Олимпийских играх 1968 года в Мехико, в финале победил техническим нокаутом, сильно разбив лицо своему сопернику — советскому боксёру Йонасу Чепулису.

## Профессиональная карьера
Джордж дебютировал в июне 1969 года на профессиональном ринге.
В августе 1969 года Форман в 3-м раунде нокаутировал Чака Вепнера.
В августе 1970 года он техническим нокаутом в 3-м раунде победил Джорджа Чувало.

#### Бой за титул абсолютного чемпиона мира
В январе 1973 года состоялся бой между двумя непобеждёнными боксёрами — Джорджем Форманом и абсолютным чемпионом мира в тяжёлом весе Джо Фрейзером. Фрейзер трижды побывал в нокдауне в 1-м раунде, и трижды во 2-м. Форман победил техническим нокаутом во 2-м раунде. Поединок получил статус «бой года» по версии журнала «Ринг».
В сентябре 1973 года Форман в 1-м раунде нокаутировал Хосе Романа.
В марте 1974 года он в 2-м раунде нокаутировал Кена Нортона.

#### «Грохот в джунглях»
В октябре 1974 года Джордж Форман вышел на бой против Мохаммеда Али. Бой проходил в условиях повышенной влажности и высокой температуры воздуха, поэтому оба боксёра стали довольно сильно сдавать физически уже с первых раундов. Форман старался не давать Али двигаться, настигая его у канатов и проводя мощные удары по корпусу. Мохаммед быстро понял, что соперник хорошо обучен предугадывать его перемещения по рингу. Поэтому, начиная с середины 2-го раунда, он повис на канатах. На стороне Формана была мощь и молодость. Али отдал инициативу. В течение первых раундов Форман выкидывал большое количество ударов, которые большей частью приходились по защите. К середине боя Форман выдохся. В 8-м раунде Али внезапно пошёл в контратаку и нокаутировал Формана. Так Али стал 2-кратным чемпионом. Бой получил название «Грохот в джунглях (Rumble in jungle)» и статус «бой года» по версии журнала «Ринг»
После боя Форман заявил агентству Рейтер: «Перед боем с Али мой тренер вручил мне стакан жидкости. Когда я сделал глоток, я чуть не выплюнул. Вода была на вкус, будто в ней содержался какой-то медицинский препарат. Сэдлер настаивал, что это была „та же вода, как и всегда“. Я никогда не работал с Диком Сэдлером после этого… Мы оба знали, что что-то произошло в ту ночь».

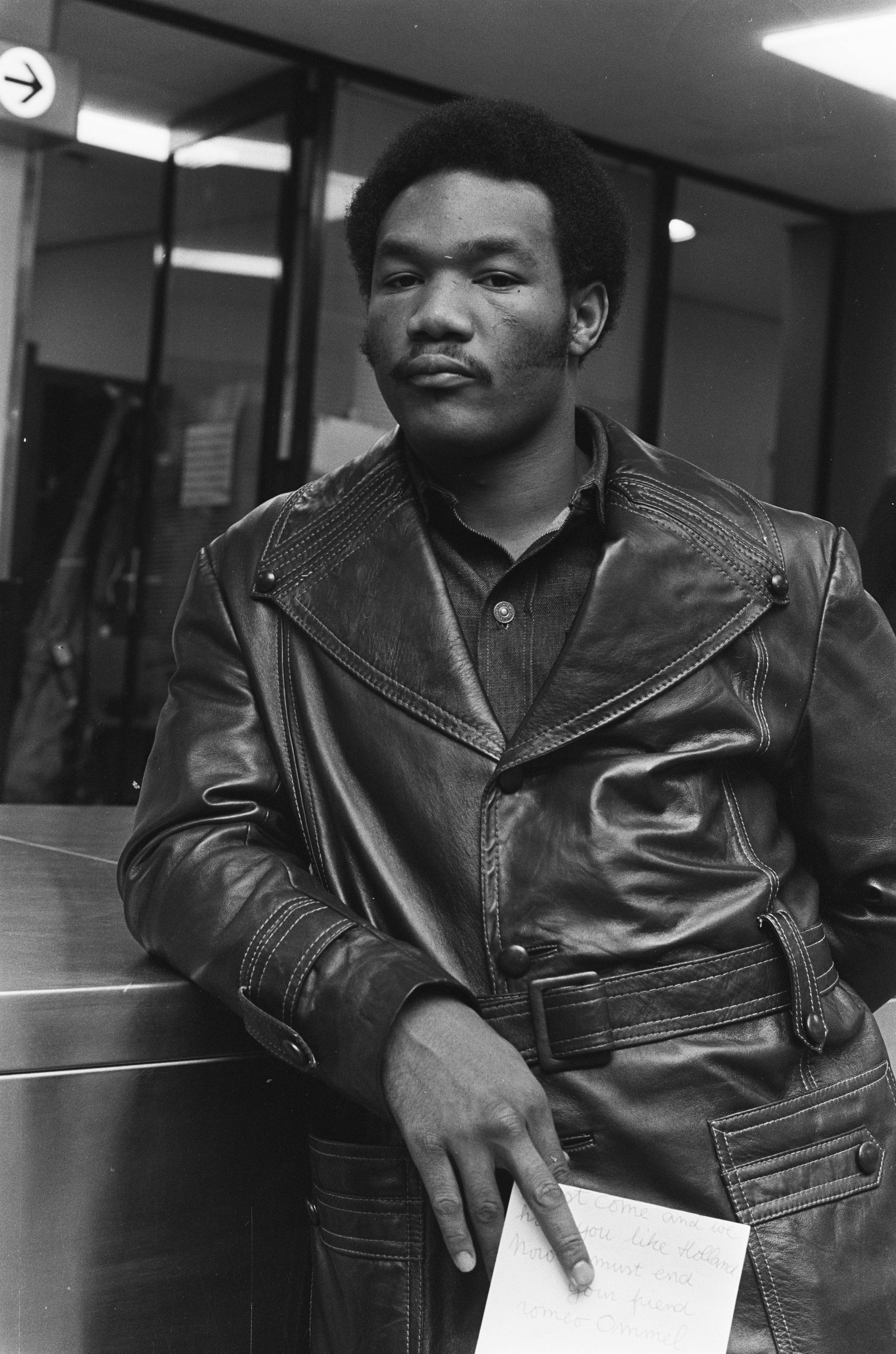
Джордж Форман в молодости

В январе 1976 года Форман встретился с Роном Лайлом. В конце первого раунда Лайл потряс Формана, но развить успех не сумел. 2 и 3 раунды прошли с преимуществом Формана, который загнал Лайла в угол и пробивал серии ударов. В начале 4 раунда Лайл пошёл в атаку и серией ударов отправил Формана в нокдаун. Форман поднялся и вскоре завязался размен ударами, в котором Форман отправил Лайла в нокдаун. Лайл поднялся, Форман попытался добить противника, но Лайл выдержал и сам пошёл в атаку, в результате которой за 2 секунды до конца раунда снова отправил Формана в нокдаун. В начале 5 раунда Лайл потряс Формана. Форман чуть не упал, но удержался на ногах, Лайл пробил несколько тяжёлых ударов в голову Формана и выдохся, после чего Джордж сам пошёл в атаку, в которой загнал Лайла в угол и серией ударов отправил Лайла в нокдаун. На счёт 10 Лайл всё ещё находился на полу. Рефери зафиксировал нокаут.
В июне 1976 года состоялся 2-й бой между Форманом и Джо Фрейзером. Фрейзер проиграл нокаутом в 5-м раунде.
В марте 1977 года Джордж Форман проиграл по очкам Джимми Янгу. В этом бою Янг удивил многих зрителей тем, как он дрался. В 12-м раунде он отправил Формана в нокдаун и победил единогласным решением. После этого боя Форман ушёл из бокса на 10 лет, и стал проповедником. Он возвёл церковь в Хьюстоне, создал молодёжный центр и отправился в путешествие по стране с целью сбора пожертвований. За десятилетие, которое Формен провёл, размышляя о Боге, и заботясь о газонах, он очень изменился.

## Возвращение
В марте 1987 года Форман успешно вернулся на ринг в бою со Стивом Зоуски, которого победил техническим нокаутом в 4 раунде.
В декабре 1987 года Форман победил техническим нокаутом в 3 раунде Рокки Секорски.
В марте 1988 года встретился с Дуайтом Мохаммедом Кави. Кави вышел на ринг с явным перевесом, набрав 14 кг за 4 месяца. Кави постоянно шёл вперёд, выбрасывал огромное количество ударов, пытаясь нокаутировать соперника. Лишний вес дал себя знать в конце 6-го раунда, когда Кави уже на волевых довёл раунд до конца и от нокдауна его спасло то, что упал на канаты которые его снова отбросили в ринг, но уже в середине 7-го раунда Кави, пропустив очередной правый хук, просто отвернулся от Формана и пошёл в свой угол, после чего рефери остановил бой.
В июне 1988 года Форман техническим нокаутом в 4-м раунде победил Карлоса Эрнандеса.
В октябре 1988 года Форман победил техническим нокаутом во 2 раунде Тони Фулиланги.
В декабре 1988 года Форман встретился с Дэвидом Джако. В 1 раунде Форман трижды послал Джако в нокдаун, после чего рефери остановил бой.
В январе 1989 года Форман встретился с Марком Янгом. Янг считался боксёром с хрустальной челюстью и многие предрекали победу Формана в начальных раундах. Янг избрал верную тактику на бой с Форманом — он двигался вокруг Формана, не подпуская его на ударную дистанцию, врывался и пробивал удары на средней и ближней дистанции с обеих рук под разными углами, сразу клинчевал или отпрыгивал назад. Форман большую часть боя гонялся за Янгом, пытался бить джеб, но это не всегда помогало. Ему почти не удавалось достать оппонента точным попаданием. В 5 раунде Форман достал Янга точным левым боковым и попытался добить соперника, но Янг оказал хорошее сопротивление. В 7 раунде завязалась рубка, в которой Форман точным ударом в челюсть отправил Янга в тяжёлый нокдаун. Янг поднялся. Форман кинулся его добивать. Из угла Янга выбросили полотенце, чтобы предотвратить избиение.
В июне 1989 года Форман встретился с Бертом Купером. После 2 раунда Купер отказался от продолжения боя.
В июле 1989 года Форман встретился с Эвереттом Мартином. В 8 раунде Форман отправил Мартина в нокдаун и победил единогласным решением судей.
В январе 1990 года он во 2-м раунде нокаутировал Джерри Куни.
В апреле 1990 года победил техническим нокаутом в 4 раунде Майка Джеймсона.
В июне 1990 года победил техническим нокаутом во 2 раунде Эдилсона Родригеса.

#### Бой за титул абсолютного чемпиона мира
В апреле 1991 года Джордж Форман встретился с абсолютным чемпионом мира в тяжёлом весе Эвандером Холифилдом. Очень немногие эксперты бокса давали 42-летнему Форману шансы на победу. Форман весил 257 фунтов (117 кг) и оказался в отличной форме. Форман в начале боя всё время шёл вперёд, уворачивался от лучших ударов и комбинаций Холифилда и иногда наносил свои мощные удары. Холифилд оказался достаточно тяжёлым и ловким, чтобы не быть нокаутированным, и был далеко впереди по очкам на протяжении всего боя. В тот вечер Форман удивил многих, тем что провёл полные 12 раундов и проиграл по очкам. Седьмой раунд был назван журналом «Ринг» «Раундом года». После боя Форман заявил журналистам, что исполнил половину своей мечты и показал людям, что даже в 40 лет можно достигать своих целей. Хотя он и проиграл бой, многие отметили его стойкость и самоотверженность.
В декабре 1991 года Форман победил техническим нокаутом в 3 раунде непобеждённого Джимми Элиса.
В апреле 1992 года Форман встретился с Алексом Стюартом. Во 2 раунде Форман дважды отправил Стюарта в нокдаун, однако затем Стюарт начал уверенно выигрывать раунд за раундом. Форман постоянно бил ниже пояса, в 10 раунде рефери справедливо снял с Формана очко за удар ниже пояса (пятый раз за бой). К концу боя лицо Формана все опухло, над глазами набухали синяки, из носа шла кровь. Стюарт отделался небольшим рассечением над бровью. Форман победил по очкам, раздельным решением судей с минимальным преимуществом: 94:94; 94:93; 94:93. Многие эксперты и зрители посчитали, что судьи у Стюарта «украли» победу.
В январе 1993 года встретился с Пьером Каутзером. Форман отправил Каутзера в нокдаун в 4-м и 8-м раундах и победил техническим нокаутом в 8-м раунде.

#### Бой с Томми Моррисоном
В июне 1993 года Форман встретился с Томми Моррисоном. На кону значился вакантный титул WBO, от которого отказался Майкл Мурер. Весь бой Моррисон провёл в своей привычной манере: отдыхал за пределами джеба, регулярно влетал на средне-ближнюю дистанцию с ударами с обеих рук под разными углами, сразу клинчевал или отпрыгивал назад. Большой Джордж прессинговал, но уступал в скорости Морисону. По окончании матча все трое судей со счётом 117:110 (дважды), 118:109 отдавали своё предпочтение Моррисону.

#### Чемпионский бой с Майклом Мурером
В ноябре 1994 года Джордж Форман встретился с чемпионом мира в тяжёлом весе по версиям WBA и IBF Майклом Мурером. Более лёгкий и подвижный Мурер за счёт скорости выигрывал бой. До начала последнего раунда Форман выиграл только 4 раунд. В середине 10-го раунда Форман пробил в челюсть двойку, затем пробил её ещё раз. Мурер рухнул на канвас. На счёт 10 он всё ещё находился на полу. Рефери зафиксировал нокаут. На момент остановки боя Мурер вёл на картах всех трёх судей. Джордж Форман в возрасте 45 лет стал самым возрастным боксёром, завоевавшим титул чемпиона мира в тяжёлом весе.

## 1995—1997

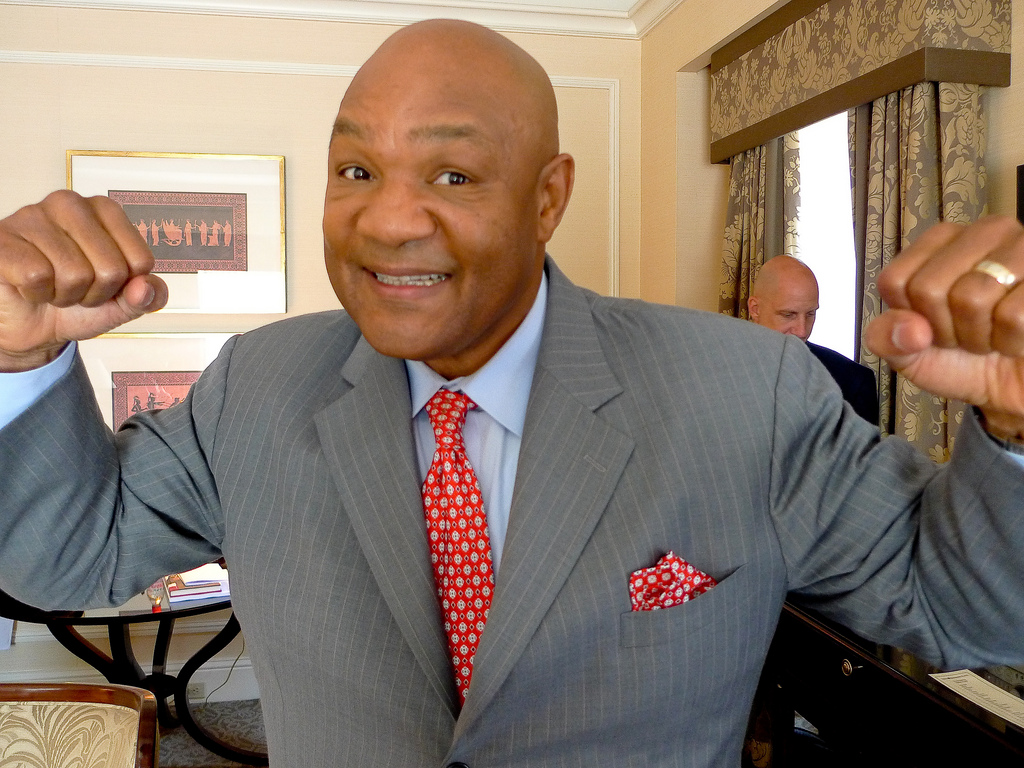
Джордж Форман

Вскоре за отказ встретиться с обязательным претендентом по версии WBA Тони Таккером Форман был лишён чемпионского пояса по этой версии.

#### Бой с Акселем Шульцем
В апреле 1995 года встретился с Акселем Шульцем. На кону также стоял вакантный второстепенный титул WBU. Форман победил решением большинства судей. Решение было очень спорным. IBF обязала Формана дать реванш, но тот отказался. IBF лишила его своего титула.
В апреле 1997 года Форман встретился с непобеждённым Лу Саварезе. Форман победил раздельным решением судей. Это решение по сей день является одним из самых спорных в боксе.

#### Бой с Шенноном Бриггсом
22 ноября 1997 года Форман встретился с американским боксёром Шэнноном Бриггсом в бою за титул линейного чемпиона. Форману на момент проведения боя было 48 лет и он был на 23 года старше соперника. Тем не менее, Форман выступал агрессором на протяжении большей части боя, активно атакуя Бриггса. По мнению многих экспертов и двух неофициальных судей, именно он выиграл бой. 284 из 388 ударов Формана пришлись в цель, у Бриггса — 223 из 494. Однако судьи решением большинства со счётом 117—113, 116—112 и 114—114 отдали победу Бриггсу, получившему по итогам боя чемпионский титул. Команда Формана не согласилась с решением и безуспешно пыталась добиться его отмены. После этого боя Форман завершил карьеру.

## Попытки возвращения
Ларри Холмс и Джордж Форман подписали контракт на бой 23 января 1999 года в Хьюстоне. Форман отменил бой за несколько недель, потому что промоутер не смог уложиться в срок выплаты ему оставшихся 9 миллионов долларов из 10. Форман получил невозмещаемый 1 миллион долларов.
В феврале 2004 года Джордж Форман объявил, что он тренировался для ещё одного возвращения на ринг, чтобы показать, что возраст 55 лет, как и 40, это не «смертный приговор». Бой против неопределенного противника (по слухам Тревор Бербик) так и не произошёл (было широко распространено мнение, что жена Формана была одним из основных факторов в изменении планов).

## После бокса
Он снова стал пастором небольшой афроамериканской пятидесятнической Церкви Господа Иисуса Христа (Church of the Lord Jesus Christ), проповедовал и помогал обездоленным.
В 2023 году вышел фильм «Джордж Форман: Несокрушимый».
Скончался 21 марта 2025 года в больнице Хьюстона в возрасте 76 лет.

## Статистика боёв
В таблице перечислены результаты всех поединков боксёров.
В каждой строке указан результат поединка. Дополнительно номер поединка обозначен цветом, который обозначает итог поединка. Расшифровка обозначений и цветов представлена в нижеследующей таблице.
| Пример | Расшифровка                     |
| ------ | ------------------------------- |
|        | Победа                          |
|        | Ничья                           |
|        | Поражение                       |
|        | Планируемый поединок            |
|        | Поединок признан несостоявшимся |
| КО     | Нокаут                          |
| ТКО    | Технический нокаут              |
| PTS    | Решение судей (по очкам)        |
| UD     | Единогласное решение судей      |
| MD     | Решение большинства судей       |
| SD     | Раздельное решение судей        |
| RTD    | Отказ от продолжения боя        |
| DQ     | Дисквалификация                 |
| NC     | Поединок признан несостоявшимся |

| Бой     | Дата             | Соперник                      | Место проведения                                               | Результат  | Примечание |
| ------- | ---------------- | ----------------------------- | -------------------------------------------------------------- | ---------- | --- |
| 81      | 22 ноября 1997   | Шеннон Бриггс (29-1-0)        | Taj Majal Hotel & Casino, Атлантик-Сити, Нью-Джерси, США       | MD12 (12)  | Счёт судей: 114/114, 112/116, 113/117. |
| 80      | 26 апреля 1997   | Лу Савариз (36-0-0)           | Convention Center, Атлантик-Сити, Нью-Джерси, США              | SD12 (12)  | Титул World Boxing Union в тяжёлом весе (2-я защита Формана). Счёт судей: 113/114, 115/112, 118/110.                                                               |
| 79      | 3 ноября 1996    | Кроуфорд Гримсли (20-0-0)     | Tokyo Bay NK Hall, Ураясу, Тиба, Япония                        | UD12 (12)  | Титул World Boxing Union в тяжёлом весе (1-я защита Формана). Вакантный титул IBA в тяжёлом весе. Счёт судей: 116/112, 117/111, 119/109.                           |
| 78      | 22 апреля 1995   | Аксель Шульц (21-1-1)         | MGM Grand, Лас-Вегас, Невада, США                              | MD12 (12)  | Чемпион мира в тяжёлом весе по версии IBF (1-я защита Формана). Вакантный титул World Boxing Union в тяжёлом весе. Счёт судей: 114/114 и 115/113 (дважды).         |
| 77      | 5 ноября 1994    | Майкл Мурер (35-0-0)          | MGM Grand, Grand Garden Arena, Лас-Вегас, Невада, США          | KO10 (12)  | Чемпион мира в тяжёлом весе по версиям WBA (1-я защита Мурера) и IBF (1-я защита Мурера).                                                                          |
| 76      | 7 июня 1993      | Томми Моррисон (36-1-0)       | Thomas & Mack Center, Лас-Вегас, Невада, США                   | UD12 (12)  | Вакантный титул чемпиона мира в тяжёлом весе по версии WBO. Счёт судей: 109/118 и 110/117 (дважды).                                                                |
| 75      | 16 января 1993   | Пьер Кицер (39-4-0)           | Reno-Sparks Convention Center, Рино, Невада, США               | TKO8 (10)  | |
| 74      | 11 апреля 1992   | Алекс Стюарт (28-3-0)         | Thomas & Mack Center, Лас-Вегас, Невада, США                   | MD10 (10)  | Счёт судей: 94/94 и 94/93 (дважды). |
| 73      | 7 декабря 1991   | Джимми Эллис (16-0-1)         | Reno-Sparks Convention Center, Рино, Невада, США               | TKO3 (10)  | |
| 72      | 19 апреля 1991   | Эвандер Холифилд (25-0-0)     | Convention Center, Атлантик-Сити, Нью-Джерси, США              | UD12 (12)  | Чемпион мира в тяжёлом весе по версиям WBC (1-я защита Холифилда), WBA (1-я защита Холифилда) и IBF (1-я защита Холифилда). Счёт судей: 112/115, 111/116, 110/117. |
| 71      | 25 сентября 1990 | Терри Андерсон (19-3-0)       | New London Arena, Лондон, Великобритания                       | KO1 (10)   | |
| 70      | 31 июля 1990     | Кен Лакуста (20-15-0)         | Northlands Agricom, Эдмонтон, Альберта, Канада                 | KO3 (10)   | |
| 69      | 16 июня 1990     | Адилсон Родригес (36-3-0)     | Caesars Palace, Лас-Вегас, Невада, США                         | KO2 (10)   | |
| 68      | 17 апреля 1990   | Майк Джеймесон (14-15-0)      | Caesars Tahoe, Circus Maximus Showroom, Стейтлейн, Невада, США | TKO4 (10)  | |
| 67      | 15 января 1990   | Джерри Куни (28-2-0)          | Convention Center, Атлантик-Сити, Нью-Джерси, США              | TKO2 (10)  | |
| 66      | 20 июля 1989     | Эверетт Мартин (17-7-1)       | Convention Center, Тусон, Аризона, США                         | UD10 (10)  | Мартин в нокдауне в 8-м раунде. Счёт судей: 97/92, 98/91, 99/91.                                                                                                   |
| 65      | 1 июня 1989      | Берт Купер (20-4-0)           | Pride Pavilion, Финикс, Аризона, США                           | RTD2 (10)  | |
| 64      | 30 апреля 1989   | Джей Би Уильямсон (23-4-0)    | Moody Center, Галвестон, Техас, США                            | TKO5 (10)  | |
| 63      | 16 февраля 1989  | Маноэль де Алмейда (3-8-2)    | Atlantis Theater, Орландо, Флорида, США                        | TKO3 (10)  | |
| 62      | 26 января 1989   | Марк Янг (10-13-0)            | War Memorial Auditorium, Рочестер, Нью-Йорк, США               | TKO7 (10)  | |
| 61      | 28 декабря 1988  | Дэвид Джако (37-3-1)          | Casa Royal Hotel, Бейкерсфилд, Калифорния, США                 | TKO1 (10)  | |
| 60      | 27 октября 1988  | Тони Фулиланги (37-3-1)       | Civic Center, Маршалл, Техас, США                              | TKO2 (10)  | |
| 59      | 10 сентября 1988 | Бобби Хитц (14-2-0)           | The Palace, Оберн-Хилс, Мичиган, США                           | TKO1 (10)  | |
| 58      | 25 августа 1988  | Ладислао Михангос (21-6-0)    | Lee Civic Center, Форт-Майерс, Флорида, США                    | TKO2 (10)  | |
| 57      | 26 июня 1988     | Карлос Эрнандес (18-5-1)      | Tropicana Hotel & Casino, Атлантик-Сити, Нью-Джерси, США       | TKO4 (10)  | |
| 56      | 21 мая 1988      | Френк Люкс (16-27-0)          | Sullivan Arena, Анкоридж, Аляска, США                          | TKO3 (10)  | |
| 55      | 19 марта 1988    | Дуайт Мохаммед Кави (28-5-1)  | Caesars Palace, Sports Pavilion, Лас-Вегас, Невада, США        | TKO7 (10)  | |
| 54      | 5 февраля 1988   | Гуидо Тране (13-6-4)          | Caesars Palace, Sports Pavilion, Лас-Вегас, Невада, США        | TKO5 (10)  | |
| 53      | 23 января 1988   | Том Тримм (22-14-1)           | Sheraton Twin Towers, Орландо, Флорида, США                    | KO1 (10)   | |
| 52      | 18 декабря 1987  | Рокки Секорски (20-7-0)       | Bally’s Las Vegas, Лас-Вегас, Невада, США                      | TKO3 (10)  | |
| 51      | 21 ноября 1987   | Тим Андерсон (18-8-0)         | Sports Complex, Орландо, Флорида, США                          | TKO4 (10)  | |
| 50      | 15 сентября 1987 | Бобби Крэбтри (30-15-1)       | Hitchin' Post USA, Спрингфилд, Миссури, США                    | TKO6 (10)  | |
| 49      | 9 июля 1987      | Чарльз Хостеттер (16-4-0)     | Oakland Coliseum, Окленд, Калифорния, США                      | KO3 (10)   | |
| 48      | 9 марта 1987     | Стив Зуски (25-11-0)          | Arco Arena, Сакраменто, Калифорния, США                        | TKO4 (10)  | |
| Перерыв |                  |                               |                                                                |            | |
| 47      | 17 марта 1977    | Джимми Янг (20-5-2)           | Coliseo Roberto Clemente, Сан-Хуан, Пуэрто-Рико                | UD12 (12)  | Форман в нокдауне в 12-м раунде. Счёт судей: 114/115, 112/116, 111/118.                                                                                            |
| 46      | 22 января 1977   | Педро Агосто (28-7-1)         | Civic Auditorium, Пенсакола, Флорида, США                      | TKO4 (10)  | Агосто в нокдауне два раза в 3-м и три раза в 4-м раунде. |
| 45      | 15 октября 1976  | Джон Дино Денис (18-3-1)      | Sportatorium, Холливуд, Флорида, США                           | TKO4 (10)  | |
| 44      | 14 августа 1976  | Скотт Леду (18-3-1)           | Utica Memorial Auditorium, Ютика, Нью-Йорк, США                | TKO3 (10)  | |
| 43      | 15 июня 1976     | Джо Фрейзер (32-3-0)          | Nassau Coliseum, Юниондейл, Нью-Йорк, США                      | TKO5 (12)  | Титул NABF в тяжёлом весе (1-я защита Формана). Фрейзер два раза в нокдауне в 5-м раунде.                                                                          |
| 42      | 24 января 1976   | Рон Лайл (31-3-1)             | Caesars Palace, Лас-Вегас, Невада, США                         | KO5 (12)   | Вакантный титул NABF в тяжёлом весе. |
| 41      | 30 октября 1974  | Мухаммед Али (44-2-0)         | Stade du 20 Mai, Киншаса, Заир                                 | KO8 (15)   | Чемпион мира в тяжёлом весе по версиям WBC и WBA (3-я защита Формана).                                                                                             |
| 40      | 26 марта 1974    | Кен Нортон (30-2-0)           | El Poliedro, Каракас, Венесуэла                                | TKO2 (15)  | Чемпион мира в тяжёлом весе по версиям WBC и WBA (2-я защита Формана). Нортон три раза в нокдауне.                                                                 |
| 39      | 1 сентября 1973  | Хосе Роман (44-7-1)           | Nippon Budokan, Токио, Япония                                  | KO1 (15)   | Чемпион мира в тяжёлом весе по версиям WBC и WBA (1-я защита Формана).                                                                                             |
| 38      | 22 января 1973   | Джо Фрейзер (29-0-0)          | National Stadium, Кингстон, Ямайка                             | TKO2 (15)  | Чемпион мира в тяжёлом весе по версиям WBC и WBA (5-я защита Фрейзера). Фрейзер по три раза в нокдауне в 1-м и во 2-м раундах.                                     |
| 37      | 10 октября 1972  | Терри Соррелл (4-15-0)        | Salt Palace, Солт-Лейк-Сити, Юта, США                          | KO2 (10)   | |
| 36      | 11 мая 1972      | Мигель Анхель Паес (48-15-13) | Coliseum Arena, Окленд, Калифорния, США                        | KO2 (10)   | Титул Pan American в тяжёлом весе. |
| 35      | 10 апреля 1972   | Тед Гуллик (15-5-1)           | Forum, Инглвуд, Калифорния, США                                | KO2 (10)   | |
| 34      | 7 марта 1972     | Кларенс Бун (3-24-1)          | Civic Center, Бомонт, Техас, США                               | KO2 (10)   | |
| 33      | 29 февраля 1972  | Джо Мёрфи Гудвин (1-14-1)     | Municipal Auditorium, Остин, Техас, США                        | KO2 (10)   | |
| 32      | 29 октября 1971  | Луис Фаустино Пирес (18-7-1)  | Madison Square Garden, Нью-Йорк, Нью-Йорк, США                 | RTD4 (10)  | |
| 31      | 7 октября 1971   | Олли Уилсон (21-40-0)         | Municipal Auditorium, Сан-Антонио, Техас, США                  | KO2 (10)   | |
| 30      | 21 сентября 1971 | Лерой Колдуэлл (11-9-1)       | Бомонт, Техас, США                                             | KO2 (10)   | |
| 29      | 14 сентября 1971 | Вик Скотт (1-2-0)             | El Paso County Coliseum, Эль-Пасо, Техас, США                  | KO1 (10)   | |
| 28      | 10 мая 1971      | Грегорио Перальта (82-6-8)    | Coliseum Arena, Окленд, Калифорния, США                        | TKO10 (15) | Вакантный титул NABF в тяжёлом весе. |
| 27      | 3 апреля 1971    | Стэмфорд Харрис (14-22-2)     | Playboy Club Hotel, Лейк-Дженива, Висконсин, США               | KO2 (10)   | |
| 26      | 8 февраля 1971   | Чарли Бостон (3-0-0)          | Auditorium, Сент-Пол, Миннесота, США                           | KO1 (10)   | |
| 25      | 18 декабря 1970  | Мел Турнбоу (8-10-0)          | Seattle Center Arena, Сиэтл, Вашингтон, США                    | TKO1 (10)  | |
| 24      | 18 ноября 1970   | Бун Киркман (22-1-0)          | Madison Square Garden, Нью-Йорк, Нью-Йорк, США                 | TKO2 (10)  | |
| 23      | 3 ноября 1970    | Лу Бейли (15-30-5)            | Fairgrounds Arena, Оклахома-Сити, Оклахома, США                | TKO3 (10)  | |
| 22      | 4 августа 1970   | Джордж Чувало (59-15-2)       | Madison Square Garden, Нью-Йорк, Нью-Йорк, США                 | TKO3 (10)  | |
| 21      | 20 июля 1970     | Роджер Расселл (13-7-2)       | Spectrum, Филадельфия, Пенсильвания, США                       | KO1 (10)   | |
| 20      | 16 мая 1970      | Джордж Джонсон (17-18-4)      | Forum, Инглвуд, Калифорния, США                                | TKO7 (10)  | |
| 19      | 29 апреля 1970   | Аарон Истлинг (19-7-2)        | Arena, Кливленд, Огайо, США                                    | TKO4 (10)  | |
| 18      | 17 апреля 1970   | Джеймс Дж. Вуди (14-5-1)      | Felt Forum, Нью-Йорк, Нью-Йорк, США                            | TKO3 (10)  | |
| 17      | 31 марта 1970    | Руфус Брасселл (13-2-0)       | Sam Houston Coliseum, Хьюстон, Техас, США                      | TKO1 (10)  | |
| 16      | 16 февраля 1970  | Грегорио Перальта (77-5-8)    | Madison Square Garden, Нью-Йорк, Нью-Йорк, США                 | UD10 (10)  | Счёт судей: 5/4, 7/3, 9/1. |
| 15      | 26 января 1970   | Джек О’Халлоран (18-5-2)      | Madison Square Garden, Нью-Йорк, Нью-Йорк, США                 | KO5 (10)   | |
| 14      | 6 января 1970    | Чарли Полит (11-14-3)         | Sam Houston Coliseum, Хьюстон, Техас, США                      | KO4 (10)   | |
| 13      | 18 декабря 1969  | Гари Хобо Уилер (4-3-0)       | Seattle Center Coliseum, Сиэтл, Вашингтон, США                 | TKO1 (10)  | |
| 12      | 16 декабря 1969  | Леви Форте (19-21-2)          | Auditorium, Майами-Бич, Флорида, США                           | UD10 (10)  | Форте в нокдауне во 2-м раунде. |
| 11      | 6 декабря 1969   | Боб Хазелтон (3-6-0)          | International Hotel & Casino, Лас-Вегас, Невада, США           | TKO1 (6)   | |
| 10      | 18 ноября 1969   | Макс Мартинес (7-7-0)         | Sam Houston Coliseum, Хьюстон, Техас, США                      | KO2 (10)   | |
| 9       | 5 ноября 1969    | Лео Питерсон (3-4-0)          | Скрантон, Пенсильвания, США                                    | KO4 (8)    | |
| 8       | 31 октября 1969  | Роберто Давила (21-15-0)      | Madison Square Garden, Нью-Йорк, Нью-Йорк, США                 | UD8 (8)    | Счёт судей: 7/0 и 7/1 (дважды). |
| 7       | 7 октября 1969   | Вернон Клей (8-4-0)           | Sam Houston Coliseum, Хьюстон, Техас, США                      | TKO2 (6)   | |
| 6       | 23 сентября 1969 | Рой Уоллес (7-11-1)           | Sam Houston Coliseum, Хьюстон, Техас, США                      | KO2 (6)    | |
| 5       | 18 сентября 1969 | Джонни Кэрролл (12-19-2)      | Seattle Center Coliseum, Сиэтл, Вашингтон, США                 | KO1 (6)    | |
| 4       | 18 августа 1969  | Чак Вепнер (18-4-2)           | Madison Square Garden, Нью-Йорк, Нью-Йорк, США                 | TKO3 (8)   | |
| 3       | 14 июля 1969     | Сильвестр Дюллэр (6-1-0)      | Rosecroft Raceway, Оксон-Хилл, Мэриленд, США                   | TKO1 (6)   | |
| 2       | 1 июля 1969      | Фред Аскью (2-6-1)            | Sam Houston Coliseum, Хьюстон, Техас, США                      | KO1 (6)    | |
| 1       | 23 июня 1969     | Дон Вальдхейм (5-4-2)         | Madison Square Garden, Нью-Йорк, Нью-Йорк, США                 | TKO3 (6)   | |
| Бой     | Дата             | Соперник                      | Место проведения                                               | Результат  | Примечание |